# Ochiul uman
Ochiul uman este un organ senzorial, parte a sistemului nervos senzorial, care reacționează la lumina vizibilă și permite oamenilor să folosească informații vizuale în diverse scopuri, inclusiv pentru a vedea lucruri, a menține echilibrul și a menține ritmul circadian.
Ochiul poate fi considerat un dispozitiv optic viu. Are o formă aproximativ sferică, cu straturile sale exterioare, cum ar fi partea exterioară, albă, a ochiului (sclera) și unul dintre straturile sale interioare (coroida pigmentată) menținând ochiul în esență strâns la lumină, cu excepția axei optice a ochiului. În ordine, de-a lungul axei optice, componentele optice constau dintr-o primă lentilă (corneea – partea clară a ochiului) care realizează cea mai mare parte a focalizării luminii din lumea exterioară; apoi o deschidere (Pupilă) într-o diafragmă (irisul — partea colorată a ochiului) care controlează cantitatea de lumină care intră în interiorul ochiului; apoi o altă lentilă (lentila cristalină) care realizează focalizarea rămasă a luminii în imagini; apoi o parte sensibilă la lumină a ochiului (retina) unde imaginile cad și sunt procesate. Retina face o conexiune cu creierul prin nervul optic. Componentele rămase ale ochiului îl mențin în forma necesară, îl hrănesc și îl mențin și îl protejează.
Trei tipuri de celule din retină convertesc energia luminoasă în energie electrică utilizată de sistemul nervos: celule răspund la lumina de intensitate scăzută și contribuie la percepția imaginilor alb-negru cu rezoluție scăzută; conurile răspund la lumina de mare intensitate și contribuie la percepția imaginilor colorate de înaltă rezoluție; iar celulele ganglionare fotosensibile descoperite recent răspund la o gamă completă de intensități luminoase și contribuie la ajustarea cantității de lumină care ajunge la retină, la reglarea și suprimarea hormonului melatonina și la antrenarea ritmului circadian.